# Пастка-22 (мінісеріал)
Пастка-22 (англ. Catch 22) — американсько-італійський мінісеріал 2019 року за однойменним романом американського письменника Джозефа Геллера. У серіалі головні ролі виконали: Джордж Клуні, Крістофер Ебботт, Кайл Чендлер та Г'ю Лорі. Перший трейлер мінісеріалу вийшов 11 лютого 2019 року. Прем'єра мінісеріалу відбулась 17 травня 2019 року на стрімінговому сервісі «Hulu» в США.

## Синопсис
Події серіалу розгортаються під час Другої світової війни у 1944 році. Головний герой, Джон «Йо-Йо» Йосаріан — бомбардир бомбардувальника B-25, служить у полку ВПС США, що розквартирований на острові Піаноза в Італії. Після загибелі свого товариша Йосаріан вирішує видати себе за божевільного, щоб уникнути участі у військових діях. Однак йому заважає урядова постанова «Пастка-22», згідно з якою кожен, хто визнає себе божевільним щоб не служити, є осудним.

## У ролях
| Актор               | Роль                                         |
| ------------------- | -------------------------------------------- |
| Крістофер Ебботт    | Джон Йосаріан                                |
| Кайл Чендлер        | полковник Кеткарт                            |
| Джордж Клуні        | лейтенант Шайскопф                           |
| Г'ю Лорі            | майор де Каверлі                             |
| Остін Стовелл       | Едвард Дж. Нейтлі                            |
| Рафі Ґаврон         | капітан Аарфі                                |
| Деніел Девід Стюарт | Майло Міндербіндер                           |
| Джерран Гавелл      | Кід Семпсон                                  |
| Джанкарло Джанніні  | Марчелло                                     |
| Ґрем Патрік Мартін  | Орр                                          |
| Джей Полсон         | капелан Таппман                              |
| Піко Александер     | Клевінджер                                   |
| Ґрант Геслов        | лікар Дейника                                |
| Джулі Енн Емері     | Маріон Шайскопф                              |
| Тесса Феррер        | лейтенант Сью Ен Дакетт, медсестра у шпиталі |
| Гаррісон Остерфілд  | Сновден                                      |
| Льюїс Пуллман       | майор Майор Майор Майор                      |
| Джон Рудницький     | Макветт                                      |
| Мартін Делані       | сержант Товзер                               |
| Кевін О'Коннор      | підполковник Корн                            |
| Джош Болт           | Данбар                                       |
| Валентина Белле     | Кларина                                      |
| Єн Тонер            | Піл                                          |
| Джо Массінджілл     | Джеймс Марш                                  |
| Франческа Турріні   | Паола                                        |
| Джакомо Роккіні     | Кросбі                                       |
| Ентоні Скорді       | каліф Орану                                  |
| Джозеф Міллсон      | начальник військової поліції                 |
| Мартін Елліс        | генерал-губернатор Мальти                    |
| Ніколас Мосс        | капітан військової поліції                   |
| Елісон Парджетер    | медсестра Крамер                             |
| Віола Піццетті      | Інес                                         |

## Епізоди
| № серії | Назва серії | Режисер(и)   | Сценарист(и)              | Оригінальна дата виходу                       |
| ------- | ----------- | ------------ | ------------------------- | --------------------------------------------- |
| 1       | «Episode 1» | Ґрант Геслов | Люк Дейвіс та Девід Міход | 17 травня 2019 (США), 21 травня 2019 (Італія) |
| 2       | «Episode 2» | Еллен Курас  | Люк Дейвіс та Девід Міход | 17 травня 2019 (США), 21 травня 2019 (Італія) |
| 3       | «Episode 3» | Еллен Курас  | Люк Дейвіс та Девід Міход | 17 травня 2019 (США), 28 травня 2019 (Італія) |
| 4       | «Episode 4» | Джордж Клуні | Люк Дейвіс та Девід Міход | 17 травня 2019 (США), 28 травня 2019 (Італія) |
| 5       | «Episode 5» | Ґрант Геслов | Люк Дейвіс та Девід Міход | 17 травня 2019 (США), 4 червня 2019 (Італія)  |
| 6       | «Episode 6» | Джордж Клуні | Люк Дейвіс та Девід Міход | 17 травня 2019 (США), 4 червня 2019 (Італія)  |

## Виробництво
Мінісеріал фільмували в Італії, на Сардинії, та у містах Вітербо і Сутра.